# Coiffe nantaise

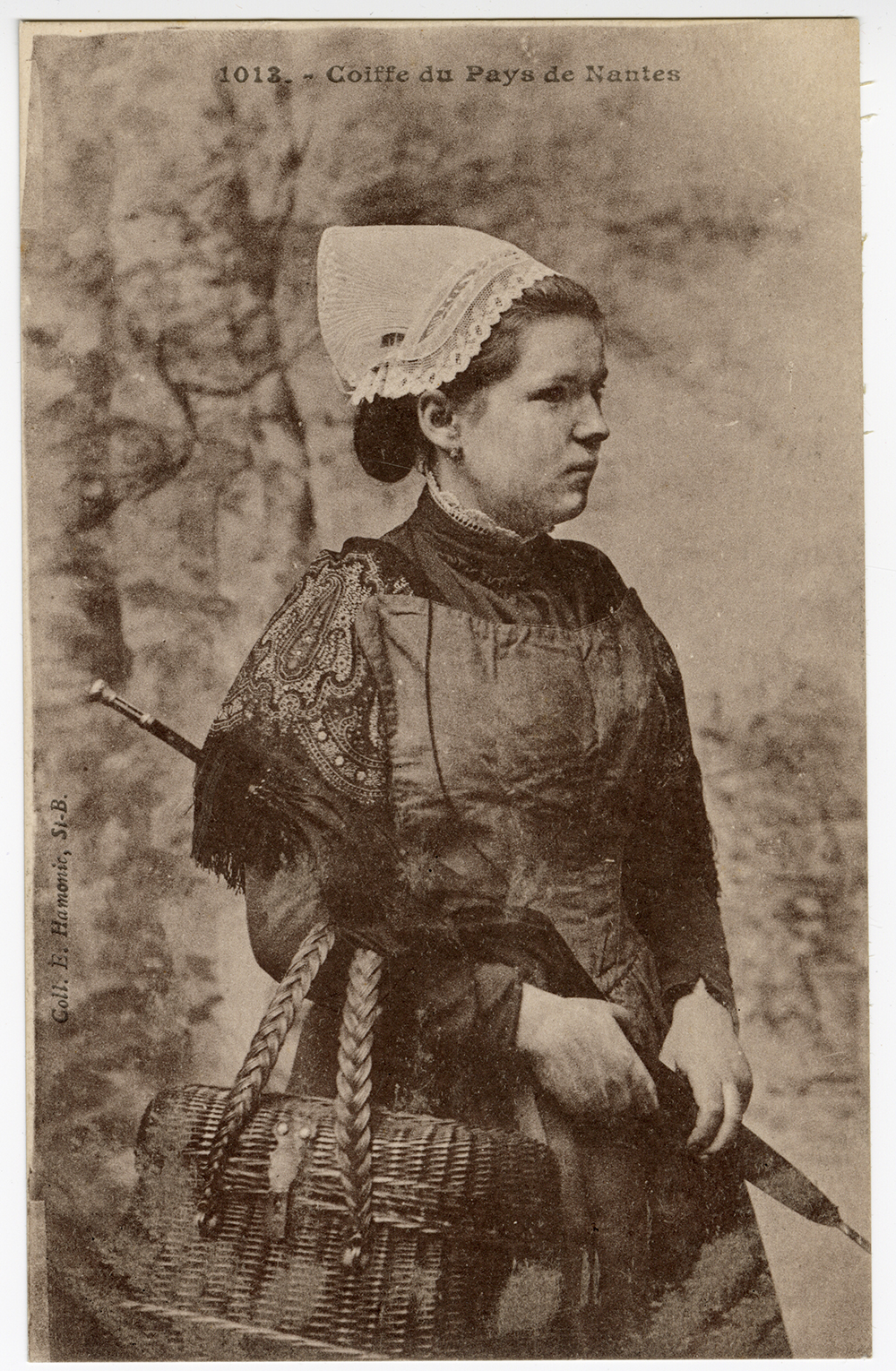
Coiffe du pays de Nantes - carte postale, photo d'Emile Hamonic, réalisée sur ce thème. Cette carte porte le n° 1013.

La coiffe nantaise est une coiffe de cérémonie, qui était portée par les femmes du pays nantais en Loire Atlantique.

## Historique
Les plus anciens documents sur les costumes Nantes datent de 1820. À Nantes, encore visible vers 1907 dans la population artisanale des faubourgs, la coiffe, à partir de cette date, petit à petit disparait.
Avant 1900 à Nantes, il existe la Dormeuse, la Câline ou la Dorlotte :
- la Câline est une coiffe plissée, en calicot, en un tissu dont le tissage formait des carreaux ou encore en grosse finette de coton ou même en flanelle dite « mousseline de laine ». Cette coiffe est amidonnée, plissée aux doigts, séchée pli par pli au fer à braise. On la retrouve dans le Pays de Rais, Saint-Jean de Boiseau ou Bouguenais. C'était une coiffe considérée comme ordinaire pour le travail comme celui des Poissonnières de Nantes ou à la campagne pour le travail dans les champs. On la portait pour la première messe ou le marché[2] ;

- la Dorlotte est faite en mousseline, non amidonnée et uniquement plissée à l'eau. Pour la tenir ferme on portait dessous un faux fond paillé de même forme et fait de tulle, de mousseline ou de nansouk, que l'on enfilait en même temps. Coiffe considérée comme de belle facture et portée principalement par les femmes aisées des bourgs. Elle était portée pour sortir[2] ;

- la Dormeuse était de meilleure facture encore, paillée et donc amidonnée, faite généralement de tulle très fin. Elle est plus longue à repasser que la Dorlotte et plus fragile. On la considérait comme plus chic[2].

Après 1900 les coiffes à l'eau disparaissent et laissent la place aux seules coiffes paillées.

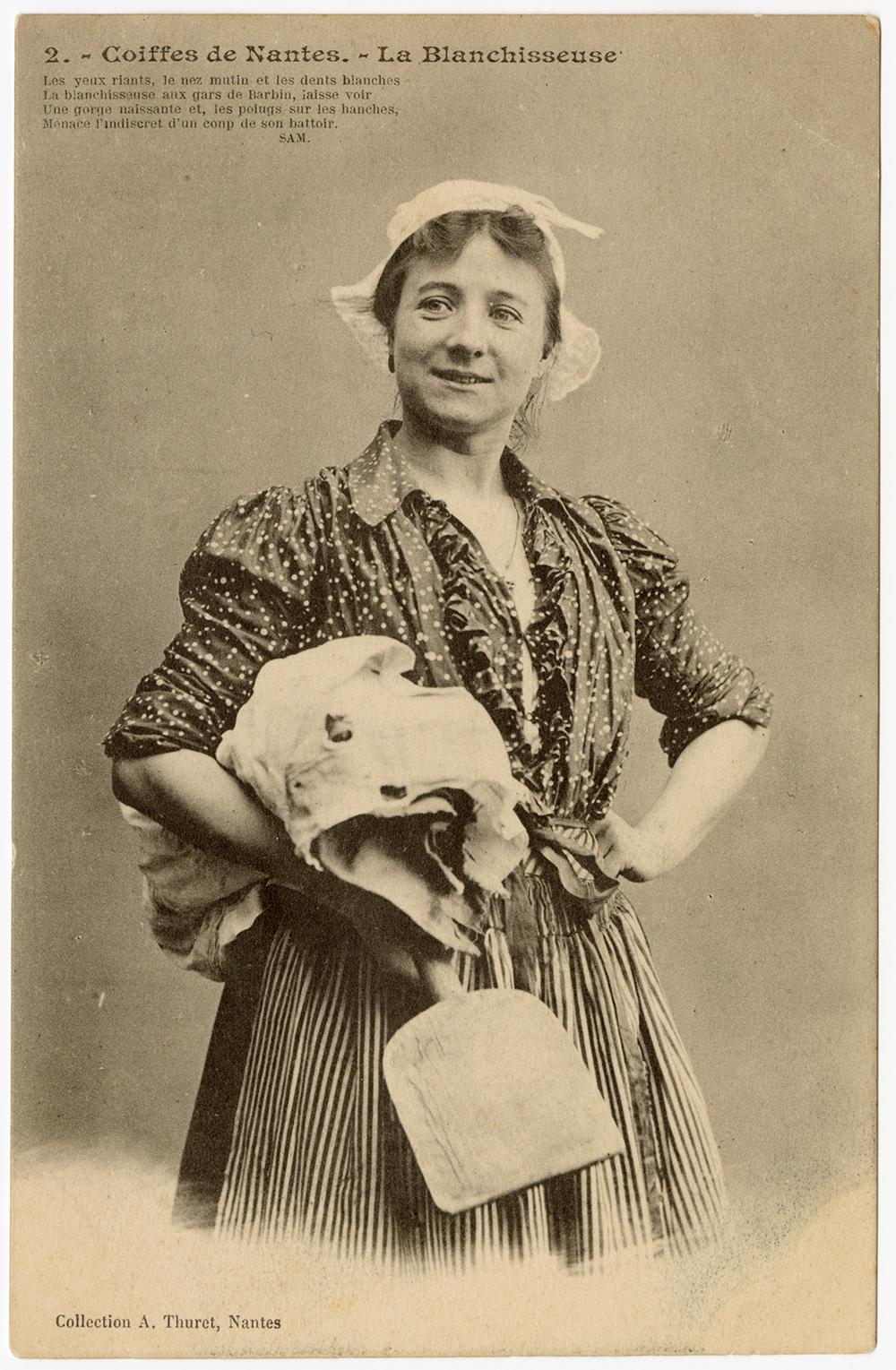
La Blanchisseuse - Appartient à une série de cartes postales d'A. Thuret, réalisées sur ce thème. Cette carte porte le n° 2.
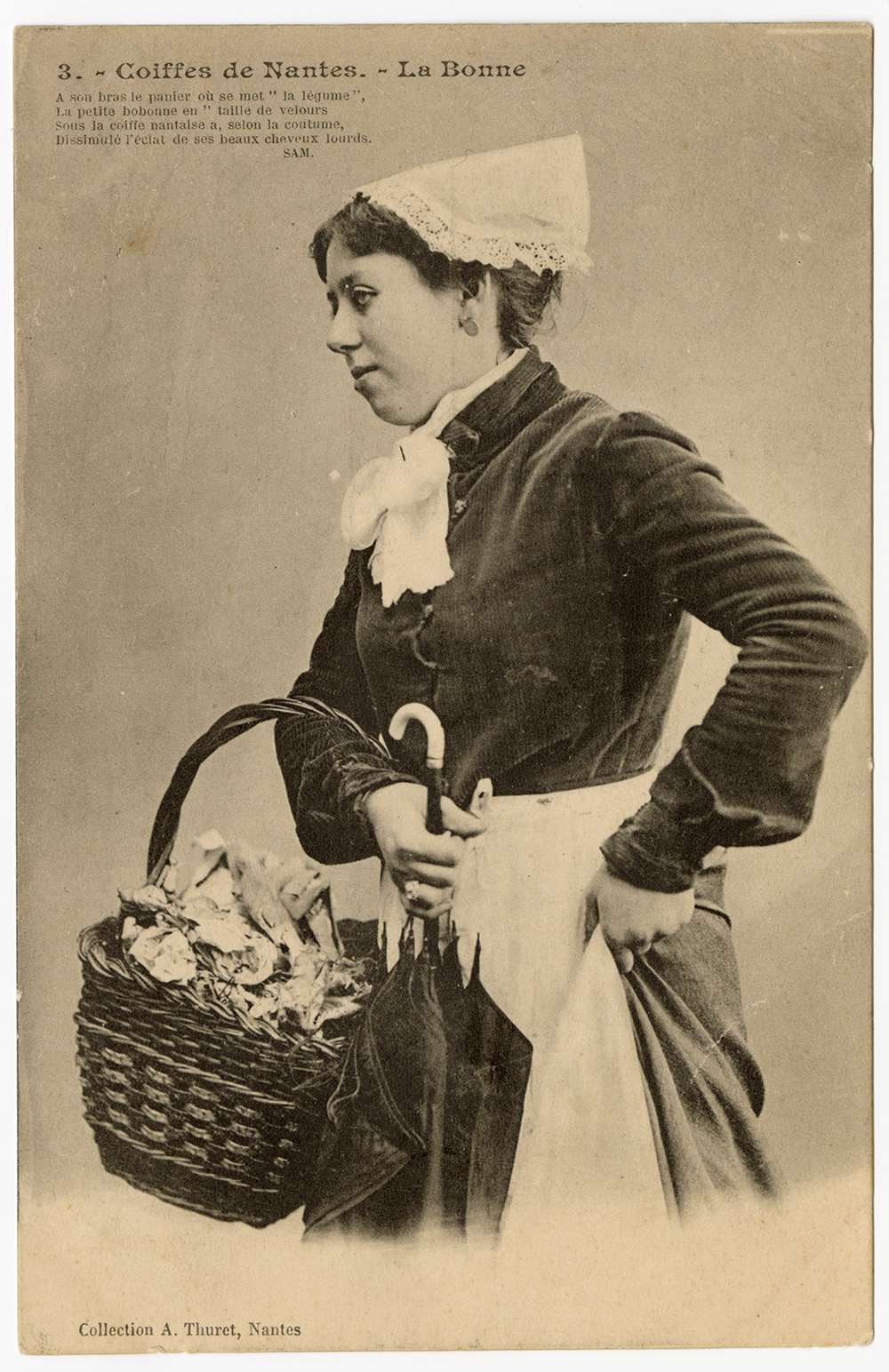
La Bonne - Appartient à une série de cartes postales d'A. Thuret, réalisées sur ce thème. Cette carte porte le n° 3.
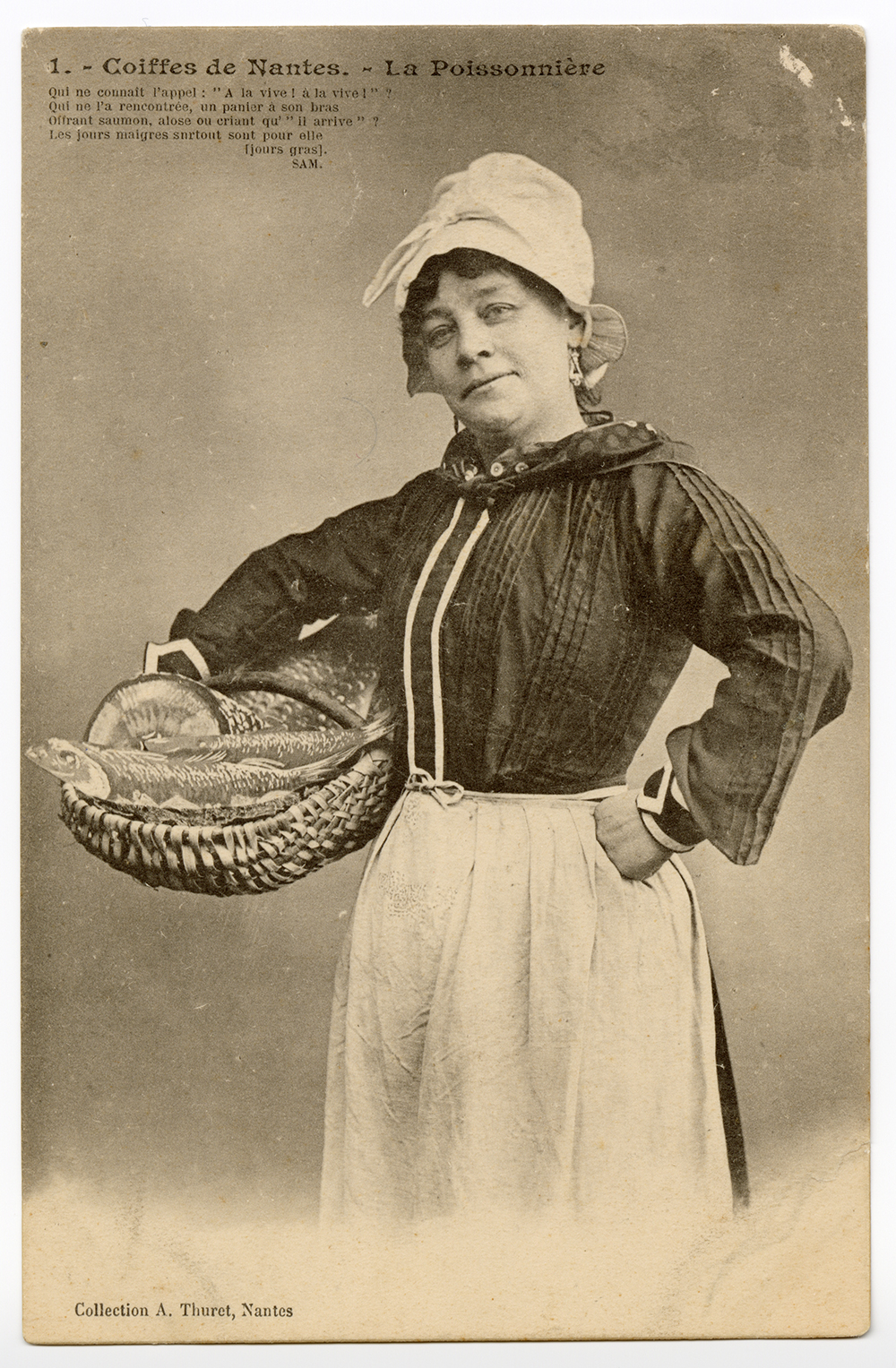
La Poissonnière - Appartient à une série de cartes postales d'A. Thuret, réalisées sur ce thème. Cette carte porte le n° 1.

## Composition
Les coiffes sont entretenues et montées par des lingères, métier obtenu après deux ans d'apprentissage après lequel l'ouvrière ne connaît qu'un type de coiffe. Son travail est de repasser, confectionner et réparer les coiffes.
La broderie et les ré-applications de broderie ne rentrent pas dans ses qualifications.

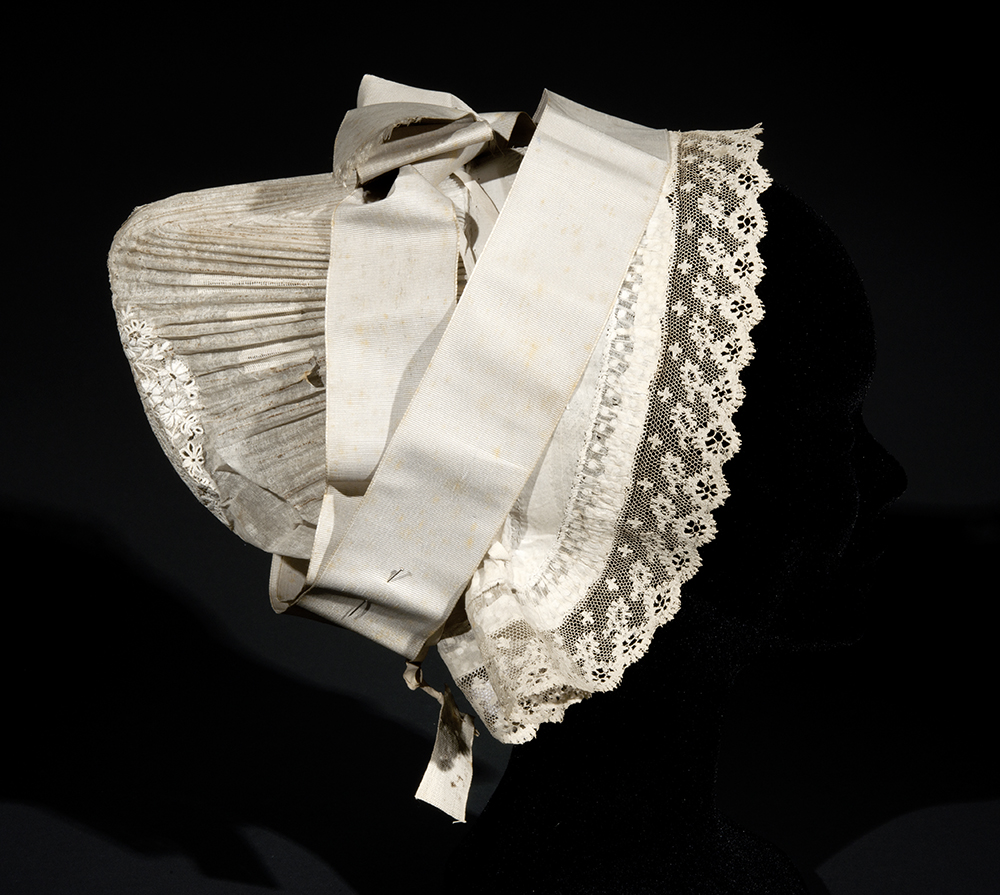
Coiffe de Nantes - Anonyme - Château de la Tour Neuve - musée d'histoire de Nantes

### Différentes parties de la coiffe (entre 1914 et 1939)

#### Le fond
Le plus souvent de tulle, carré ou rectangulaire suivant les régions. Brodé que d'un seul côté par une couture, le même côté qui est bas, porté sur la nuque. Il est terminé par un ourlet ou gaine d'un centimètre environ de large où coulissent les lacets (Nord du département), liens (Nantes et Vignobles) ou cordons (peu utilisés, trouvés surtout dans le Sud). Ils servent à obtenir un effet de coulisse en tirant sur les extrémités libres.

#### Le dalais
Primitivement tous les fonds de coiffes portaient une bande de tissu, ou de dentelle cousue au bas de l'ourlet, c'est le dalais. Dans tout le Nord du département ce dalais a été supprimé, mais conservé dans le Sud. Pour les coiffes qui en comportent, il se prolonge sans interruption vers l'avant du visage et prend le nom de « devant de coiffe ».

#### Le devant de coiffe
Il encadre le visage d'une oreille à l'autre, mais au dessus de la tête, alors que le dalais se trouve en bas, à l'arrière de la tête. Il se poursuit sur tout le tour de la tête, jusqu'à se raccorder à lui-même. Le but est d'obtenir un arrondi encadrant le visage.
Dans la même matière que la coiffe (tissu ou dentelle), ce devant de coiffe permet de coudre la passe.

#### La passe

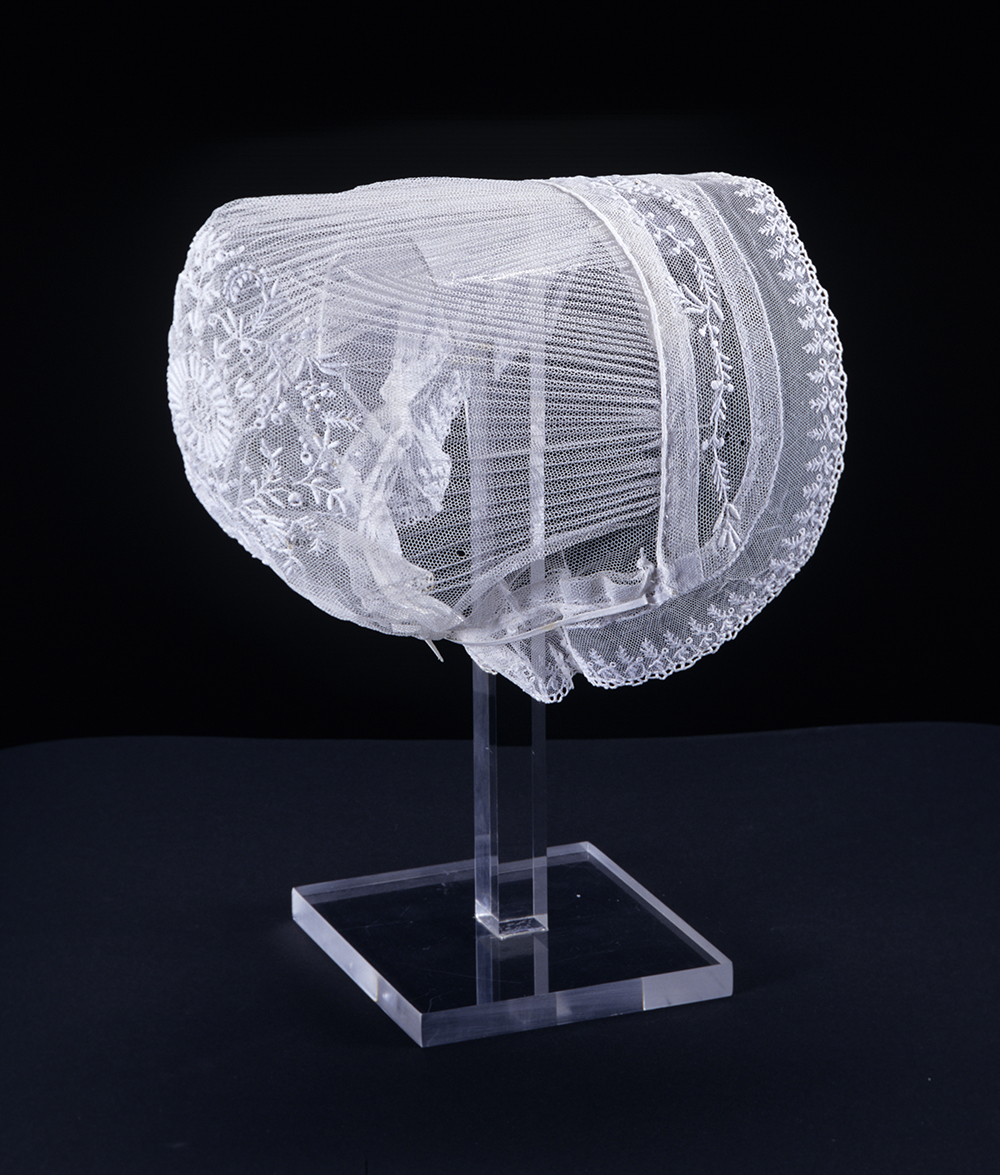
Coiffe nantaise - 1900-1925 - Château des ducs de Bretagne - musée d'histoire de Nantes

La passe à proprement dite comporte un ourlet, ou remplit, vers l'avant et un vers l'arrière. Pour les belles coiffes, elle est brodée de motifs assortis à ceux du fond de coiffe.[réf. nécessaire]

### Matière des coiffes

#### Tissus
- tulle fin (fond et passe), disparu fin de la guerre 39-45 ;
- mousseline ;
- linon (mousseline double) ;
- gaze ;
- plumetis appliqué ;
- nansouk.

#### Broderies
- Broderies de Savoie ou d'Angers.
- Les jours au point d'Alençon apparaissent tardivement.
- Broderies de pays, type broderie bretonne.
- Il était de coutume de mettre sept fleurs (symbolisant les sept vertus requises) sur les coiffes des mariées, qui continuaient à les porter ensuite.

#### Dentelles
Les plus prestigieuses venaient de Malines ou Bruxelles (dentelle Binche), dentelle assez serrée, la Malines étant encore plus fine.
Pour des coiffes plus ordinaires on utilisait la dentelle de Calais (plus ajourée, faite mécaniquement et formant des fleurs).
Les battants des anciennes coiffes étaient faits de dentelle dite Ligerienne

## Différences régionales
Chaque région a sa propre forme de repassage. Chaque bourg possède son style propre, pouvant varier considérablement à quelques kilomètres près. Il existe cependant des caractéristiques voisines qu'il reste possible de regrouper.

### Nantes et vignoble
Grande coiffe au fond haut et dalais gaufré, (tuyauté). Son aire s'étend un peu au Nord de la Loire à partir de Sautron, Orvault mais surtout au Sud-Est jusqu'à La Regrippière, Clisson, Montaigu et s'arrête au Sud-Ouest à Saint-Colomban inclus.
À Nantes même, la coiffe était assez grande, à fond droit et non tombant. Par contre à Chantenay le fond tombait sur le dalais et le pignon était plus étroit.
Toutes ces coiffes se portaient bien appliquées sur la tête.
Mention spéciale pour quelques coiffes :
- La Câline plissée des maraîchères de Saint-Donatien-Doulon. Coiffe non amidonnée, mis à part les liens passés à l'amidon cru pour former une belle boucle sur la tête. Elle servait pour le travail, le jardinage et le marché[2]

- La Dormeuse de mousseline. Portée par les maraîchères pour s'habiller, coiffe plissée à l'eau, à petit fond rond, à dalais et bord de tulle ou de dentelle de Bruxelles. Seuls dentelle, passe et pignon étaient amidonnés. Elle ouvrait sur les côté grâce à deux tresses de cheveux partant des tempes[2].

- La coiffe des poissardes nantaises. En calicot amidonné, car un peu plus longue que celle des maraîchères[2].

- La coiffe des blanchisseuses de Vertou. Calicot amidonné porté souvent sans résille. Cette coiffe était assez plate sur le dessus ce qui permettait aux lingères qui la portaient de placer leur sac de linge sur leur tête[2].

### Coiffes à fond triangulaire et rentré
Aire allant de Basse-Indre, Couëron, jusqu'à Cordemais, Saint-Etienne de Montluc, Vigneux.
Coiffes à dalais à peine resserrés par deux pinces derrière chaque oreille. Passe longue (35 à 36 cm). Fond plat, lien noués au milieu.
Le tissu du fond est légèrement coupé en biais de chaque côté, ce qui requiert une base longue. Le fond forme un triangle très large du bas. Il dépasse un peu de chaque côté du cou, quand la personne est regardée de face.
Comme à Nantes la passe est appliquée sur la tête et ne décolle pas du tout.

### Nort sur Erdre et Chateaubriant
Cela recouvre Ligné, Saffré, Joué sur Erdre, Saint-Mars la Jaille, Saint-Julien de Vouvantes, Moisdon la Rivière. Les fonds des coiffes sont assez grands mais avec des pignons étroits, pointus et tombants. Il n'y a plus de dalais. La passe, ouvrant beaucoup, n'est plus appliquée mais décolle largement de chaque côté du visage. Elle peut ou non arriver un peu plus bas que le fond et le rejoint par un bel arrondi. La coiffe s'arrête en haut des oreilles, elle est décorée d'un ruban. Le territoire de cette coiffe se termine à Ancenis où débute déjà la coiffe angevine.

### Nord-Ouest du département et Brière
À partir de Nozay jusqu'au Grand Fougeray, Lagon et Redon, en passant par Savenay, Campbon, Pontchâteau, Missillac, Dréfféac, Saint-Gildas des Bois, à remonter sur Saint-Dolay, Nivillac et Férel (à l'exclusion de la Roche-Bernard) puis enfin Saint-Malo de Guersac et Saint-Nazaire.
Elles sont beaucoup plus petites, toujours sans dalais, leur fond n'est plus resserré en bas par des plis verticaux et leur paillage, beaucoup plus réduit, descend à peine au dessous de la ligne des cœurs. Le plus grand nombre des coiffes de cette région est porté sans ruban telles celles de la Brière et ces coiffes paraissent plus nues.
La coiffe de Blain, du même style mais non tuyauté, était obtenu au moyen d'un gauffre et non de pailles. Le gauffrage, resserrant moins le tulle que le paillage, entraine un fond très petit, porté verticalement et fixé à une passe assez large et ouvrante.
Les coiffes du Croisic et du Pouliguen sont sans dalais mais très grande de fond, ce qui obligeait pour les resserrer à pratiquer deux lignes de cœurs supplémentaires au bas du fond. La passe est étroite mais longue ; elle encadre complètement le visage. Ses coins sont cassés en bas. Ces coiffes étaient gauffrées.